# 처인성
처인성(處仁城)은 대한민국 경기도 용인시 처인구 남사면 아곡리에 있는 고려시대의 성이다. 1977년 10월 13일 경기도 기념물 제44호로 지정되었다.

## 개요
용인시 남사면 아곡리 산43번지에 있는 이 성은 총면적 5,820평의 장방형으로 된 토성으로 본래 고려 때 군창(軍倉)으로 사용되었던 곳으로 추정되며, 백제 때 축성되었다는 주장도 있다. 성곽 둘레는 425m이며, 북벽 좌측에 출입구가 있고, 남쪽 중간 지점에 후문자리가 있었다. 남쪽에서 북쪽 방향으로 경사면을 이루고 있으며, 서쪽에서 동쪽으로 경사를 이루고 있다. 입구 주변의 4백 평쯤 되는 부분에는 낮은 둔석이 있다. 내부는 지형에 따라 2~3단계의 층급이 있다. 현재 성곽의 흔적만 남아 있다. 조선시대 기록에 의하면 토축된 주위는 3리였으나 이미 성으로서의 기능은 상실하였고, 다만 군창만 남아 있다고 하였다. 당시 이 지방은 교통이 발달한 곳이어서 일찍부터 중요시되었기 때문에 처인성은 역사적으로 중요한 전적을 기록하고 있다. 즉 고려 고종 19년(1232) 9월 몽골군의 2차 침공 때 승장 김윤후가 적장 살리타이를 사살하여 승리로 이끈 대몽항쟁의 전승지로 유명하다.
이 대첩은 처인 부곡민들이 합심하여 승리로 이끌어 지역민의 단결은 물론 자주주권 수호의식을 고취시켰다는 점에서 의미가 깊다. 처인성 북쪽의 들판은 지금도 사장(死將)터로 불리고 있는데, 일설에는 살리타이가 사살된 장소라고 한다. 또는 임진왜란 때 충주에서 서울에 이르는 육로의 요충지인 처인성에 주둔한 왜병을 수원의 독산성에 집결한 관군의 대부대가 무찔러 탈환하였다는 기록도 있다.
처인성은 1977년 남서쪽 성곽 120m를 쌓았으며, 1979년부터 1980년까지 실시된 공사에서는 동남북 방면의 성벽 205m를 쌓았다. 1979년에는 처인성 대첩기념비가 준공되었다.

## 현지 안내문
처인성은 평지에 축성된 토성이다. 용인에서 진위로 가는 길과 수원에서 오산을 거쳐안성으로 가는 교차 지점에 위치한 이 성은 군사적 가치가 높다. 성의 전체 규모는 425m이다. 위에서 성을 보았을 때 그 형태가 사다리꼴에 가깝다.
축성시기는 백제시대라는 설과 고려시대라는 설이 있었으나, 성 내부에 대한 발굴조사 결과 통일 신라 시대 유물이 다량으로 출토되어 최초 축성시기는 역사상 통일 신라일 가능성이 가장 높다.
처인성은 고려 고종 419년(1232년) 몽고군의 2차 침입 때 승장 김윤후가 처인 부곡민과 합심하여 적장 살리타이를 사살한 전승지이다. 지금도 처인성 북쪽 등판을 사장터라고 부르는데, 일설에는 이곳이 살리타이가 사살된 장소라 전해진다. 임진왜란 때에는 처인성에 주둔한 왜군을 수원 독산성에 집결한 관군이 무찔러 탈환한 승전지이기도 하다.

## 참고 문헌
- 처인성 - 국가유산청 국가유산포털